# Борис Дранґов
Борис Стоянов Дранґов (болг. Борис Стоянов Дрангов; 15 березня 1872, Скоп'є, Османська імперія – 28 травня 1917, Црна, Північна Македонія) – болгарський офіцер (полковник) та військовий педагог.

## Життєпис
Борис Дранґов народився 3 березня (15 березня за новим стилем) 1872 у Скоп'є (тоді – Османська імперія), в сім'ї Стояна та Ґюрґи Дранґових.
Його батько був багатим торговцем деревиною. Дранґов закінчив п’ятий клас болгарської педагогічної школи у своєму місті навідмінно.
У 1891 прийнятий до Військової школи в Софії і за наказом №102 від 11 липня був призначений до 1-ї юнкерської роти.

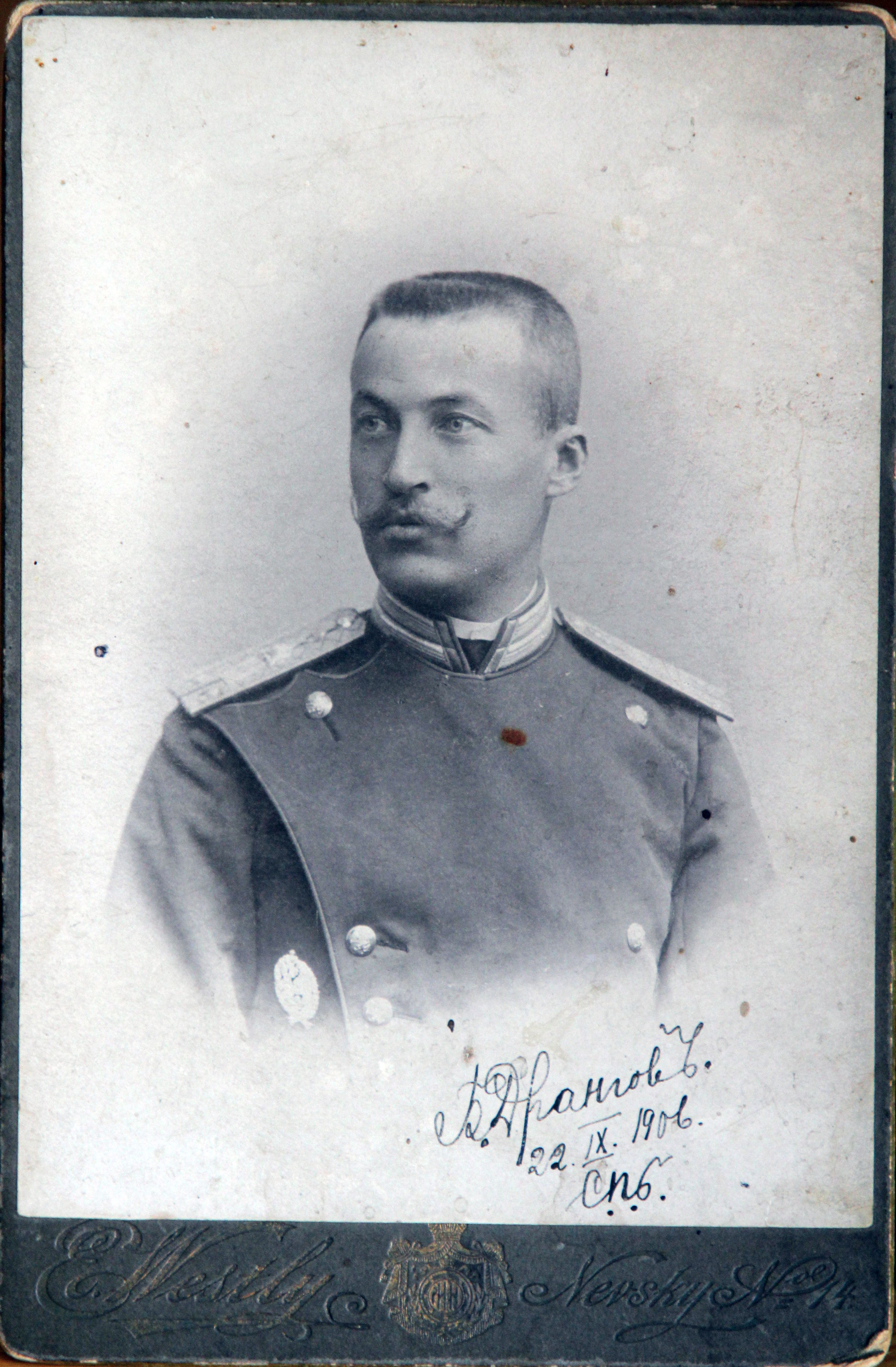
Портрет Дранґова з фотостудії Едварда Вестлі, Санкт-Петербург, 22 вересня 1906

У 1894 після конфлікту з офіцером бойових дій за наказом №63 від 10 червня старший юнак Дранґов був звільнений, розжалуваний і доставлений до 3-го кавалерійського полку в Пловдив. Через кілька місяців, 11 жовтня, наказом №112 вирок було скасовано, і Борис продовжив навчання у Військовій школі.
У 1895 Дранґову було присвоєне перше офіцерське звання – лейтенант і призначено молодшим офіцером 3-го кавалерійського полку в Пловдиві.
21 січня 1893 за наказом №3 був призначений молодшим офіцером четвертого ескадрону 2-го кавалерійського полку в Ломі.
У 1899 за наказом №2 Дранґову було присвоєне звання лейтенанта.
У Ломі молодий офіцер познайомився з Райною Денковою Поповою – донькою Денка Ніколова Попова із села Мало Нагорічене – партизаном із загону Іллі Воєводи, який брав участь у Сербо-Турецькій війні (1876). Під час російсько-турецької війни (1877–1878) Дранґов увійшов до Софії із загоном генерала Йосифа Гурка. Брав участь у повстанні в Ілінден-Преображенському (1903) та Балканській війні (1912 – 1913) добровольцем. Райна і Борис одружилися і мали у шлюбі 5-ро дітей, одним з яких був Кирил Дранґов – видатна фігура ВМРО.

### Ілінден-Преображенське повстання (1903)

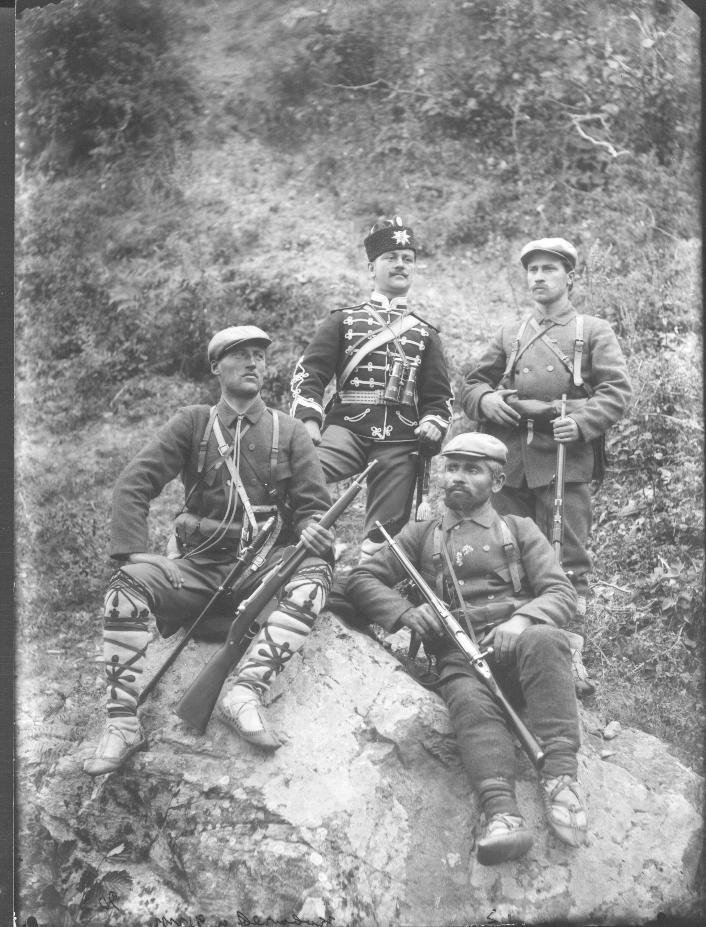
Владислав Ковачев (вгорі праворуч), Борис Дранґов (внизу ліворуч), Стоян Мітовський (праворуч знизу)

Під час повстання в Ілінден-Преображенському (1903) Дранґов залишив військову службу і разом з іншими офіцерами поїхав до Македонії.
17 серпня він надіслав листа з Кюстендила дружині, в якому написав:
...У цей урочистий момент я, не вагаючись, ставлю Вітчизну вище за сім'ю, її чесноту вище наших особистих благ...
Брав участь у битві на горі Плавиця Кратовська (Кратово) 29 серпня 1903.

Владислав Ковачов пише:
Дрангов поводився чудово. Він був абсолютно спокійний і добре керував вогнем...
У 1904 служив лейтенантом 2-го кавалерійського полку, розміщеного в Миколаївській академії Генерального штабу в Санкт-Петербурзі, тим часом 3 січня 1905 отримав звання капітана.
У 1907 закінчив Академію з відзнакою і повернувся до Болгарії для продовження служби в армії – в 6-й піхоті, а потім у артилерійському полку. На короткий час був призначений професором Школи резервних лейтенантів у Княєво, потім командиром ескадрильї 10-го кавалерійського полку в Шумені.
4 вересня 1910 підвищений до звання майора і призначений викладачем тактики у Військовій школі в Софії. У цей період Дранґов починає писати у військових виданнях, переважно в журналі "Люди і армія".
У 1910 – 1912 майор Дранґов разом із підполковником Олександром Протоґеровим, майором Петаром Даврінговим та підполковником Климентом Крєстевим очолював революційну групу активістів, що належали до колишнього Верховного комітету.

### Балканська війна та Міжусобна війна (1912 – 1913)
Під час Балканської війни (1912 – 1913) був начальником штабу 1-ї бригади 1-ї піхотної дивізії. Здобув славні перемоги – у Лозенградській операції (22 жовтня 1912), битві при Чаталджі (17 листопада 1912), Едірне (13 березня 1913), Селіолу, Ескіполосі та Петрі. Захопивши Селіолу, він особисто керував одним з батальйонів під час нападу. За героїзм був нагороджений орденом «За хоробрість» IV ступеня.
Під час Другої Балканської війни (1913) воював із сербами на піку Бубляк.
Через критичні статті про військового міністра генерала Івана Фічева та інспектора кавалерії генерала Олександра Танева на Дранґова подали позов. Справу почали слухати 18 лютого 1914 у Пловдивському військовому суді.
25 лютого Дранґов був виправданий, але пловдивський військовий прокурор скасував справу і 12 березня передав її до Вищого військового суду в Софії. Справу проти нього відновили 16 квітня. Його добровільними захисниками був адвокат професор Моллов та о.з. полковник Топалов.
Його знову було виправдано, але Дранґов потрапив у немилість, його підвищення було свідомо відкладене, і його відправили служити в низку міст провінції.
19 лютого 1915 наказом, що набрав чинності 15 лютого, був підвищений до звання підполковника.
2 вересня 1915 за наказом №420 була сформована 11-та піхотна дивізія – спадкоємиця македоно-одринської міліції. Дивізія складлася з 1 артилерійського та 6 піхотних полків, а підполковник Дранґов був призначений командиром 5-го Македонського полку.

### Перша світова війна (1915 – 1918)
Під час Першої світової війни (1915 – 1918) як командир полку дивізії, яка майже повністю складалася з непідготовлених болгарів з Македонії, Дранґову вдалося за короткий час підготувати її і зробити повністю боєздатною частиною. Брав участь у боях під Калиманцями, Кочанами та Штипом.
25 листопада 1915 за допомогою нічного нападу під його керівництвом було захоплено село Градець.
У лютому-березні 1916 полк знаходився на схід від Петрича. Там за ідеєю Дранґова (на землі сучасного села Дранґово) у цей період був споруджений фонтан-пам'ятник загиблим солдатам і офіцерам 5-го піхотного македонського полку, на якому спочатку було написано такий напис:
1916
на
ПАДНАЛИТѢ ЮНАЦИ

от 5 пѣх. Македонски полкъ

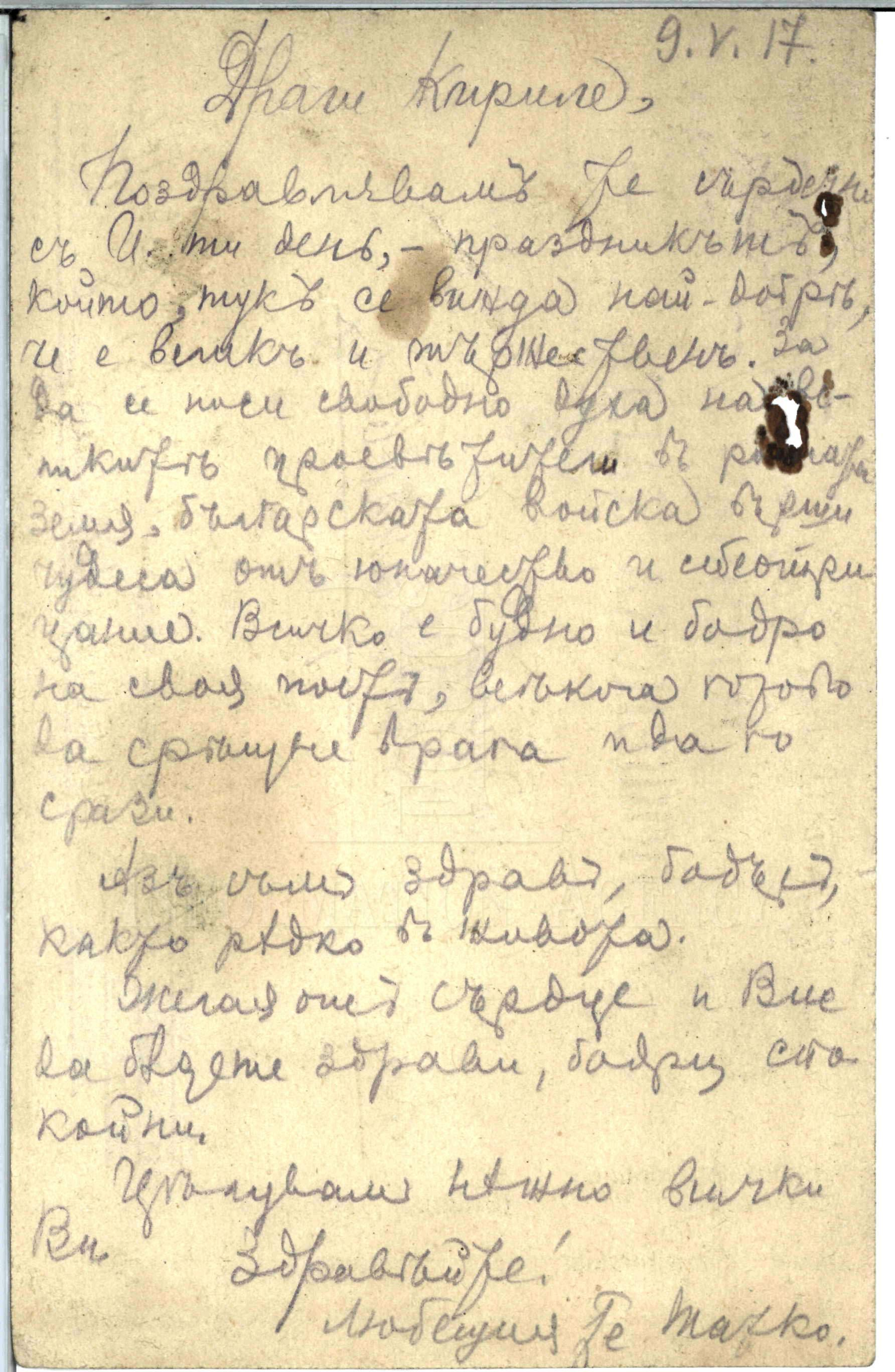
Лист Бориса Дранґова до його сина Кирила Дрангова, 9 травня 1917, за три дні до смерті 11 травня (за старим стилем)

Великі жертви, принесені офіцерами армії, вимагали, щоб у травні 1916 в Скоп'є було створено школу резервних лейтенантів.
15 травня підполковник Дранґов був призначений керівником школи. Тож він покинув лави 5-го македонського полку і поїхав до рідного міста.
17 травня школу урочисто відкрили, і до неї вступило 1053 молоді. Там Дранґов користувався винятковим авторитетом завдяки винятковому ораторському мистецтву, відкритості, щирості та особистому прикладу, який він завжди подавав молоді. Великий болгарський письменник Чудомир у своїх спогадах про Бориса Дранґова писав:
Щойно він зустрів нас, як тільки з’явився перед нами, підполковник Дранґов схопив нас і підкорив. Високий, стрункий, розтягнутий, мов струна, із блакитними очима, що зачаровують, він, здавалося, постійно горів. А який винятковий оратор... Чудовий педагог, якого ми вважали більше добрим батьком, аніж керівником... Дранґов володів незліченними якостями людини, солдата та керівника, і важко було б перерахувати їх у цьому вузькому місці, але він стояв на чолі всіх і поджавав особистий приклад.

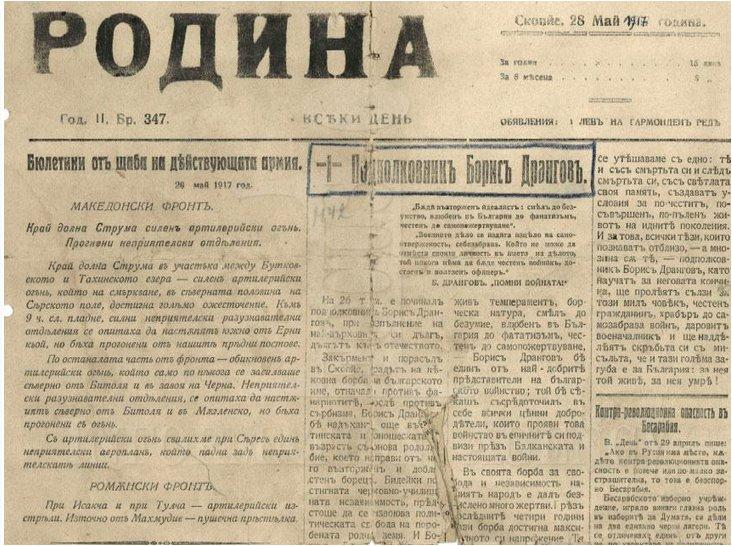
Газета "Родіна", Скоп'є, 28 травня 1917 із повідомленням про смерть підполковника Дранґова

Школярів випустили у званні 17 вересня, і 876 чоловік успішно закінчили навчання. 21 вересня 1916, після закриття школи, Дранґов зайняв посаду начальника штабу 1-ї піхотної дивізії і провів майже 6 місяців на полях боїв в Добруджі в поході проти Румунії.

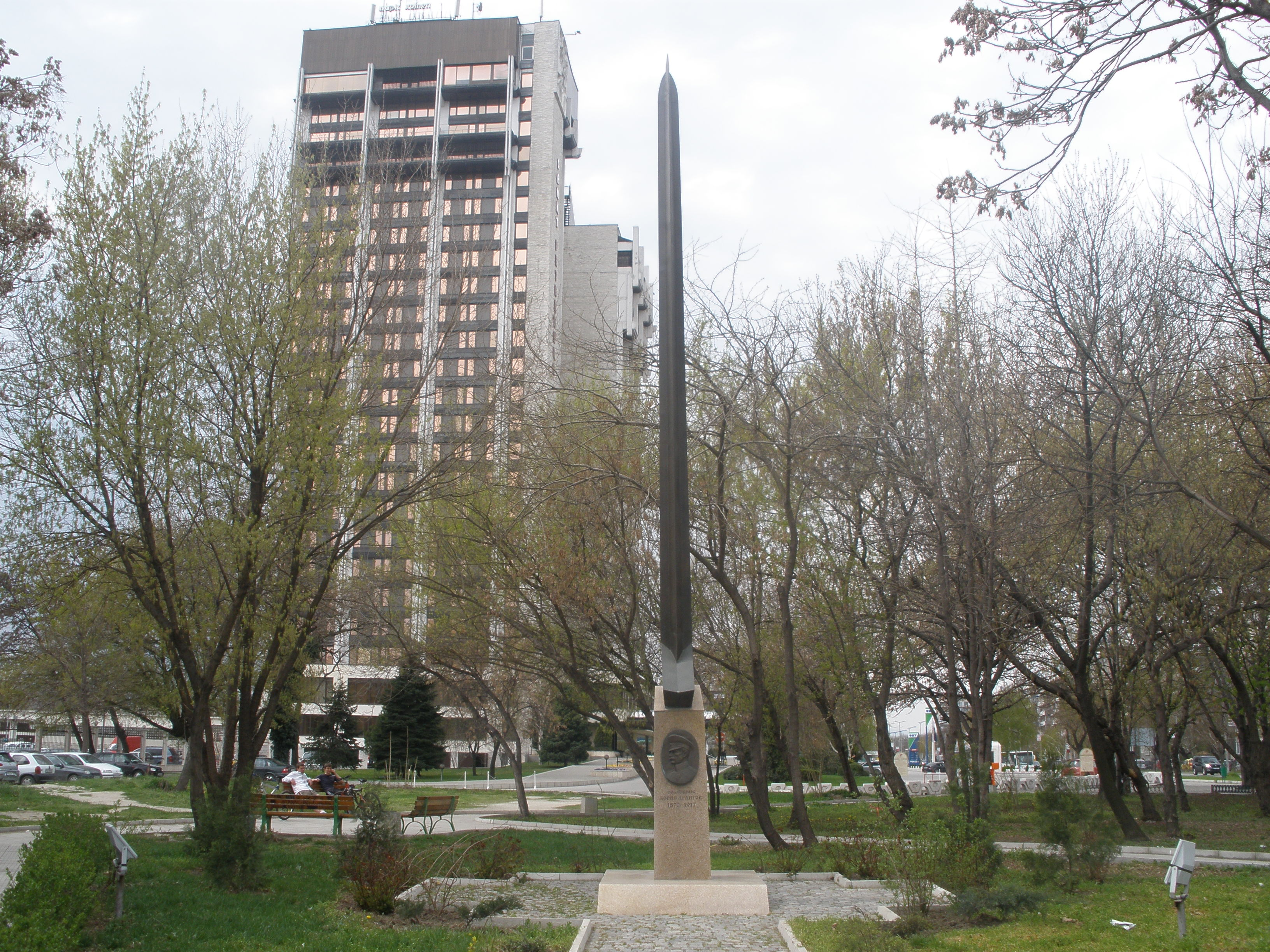
Пам’ятник Борису Дрангову в Пловдиві

18 березня 1917 командував 9-м піхотним пловдивським полком від 2-ї піхотної дивізії. Захищав ділянку з висоти 1050 м у битві на Црній (Південний фронт).
26 травня 1917 під час французького артилерійського обстрілу в районі висоти 1050 м, на вигині річки Црна, підполковник Дранґов був важко поранений. Осколки снаряда, що впав поруч, розірвали йому ногу, що призвело до серйозних крововтрат. Пізніше, того ж вечора він помер від ран. Останні слова підполковника Бориса Дранґова надихають настільки ж, як і його вчинки у його житті "Наскільки більше я хотів служити Болгарії".
Дранґова поховали у дворі церкви Святого Димитрія в Скоп'є, але згодом сербська влада перенесла його кістки на міський цвинтар.
На його честь височину перейменовано на «Підполковник Дранґов». За військові почесті під час війни нагороджений військовим орденом «За мужність», III ступеня.
20 липня 1917 його посмертно підвищили до звання полковника.
Окрім того, що був сміливим офіцером, Дранґов також виявив себе чудовим педагогом. Тогочасна військова наука в Болгарії визнавала його першим військовим теоретиком тактики.

## Військові звання
- Підпоручик (1895)
- Поручик (1899)
- Капітан (1905)
- Майор (4 вересня 1910)
- Підполковник (15 лютого 1915)
- Полковник (20 липня 1917)

## Пам'ять

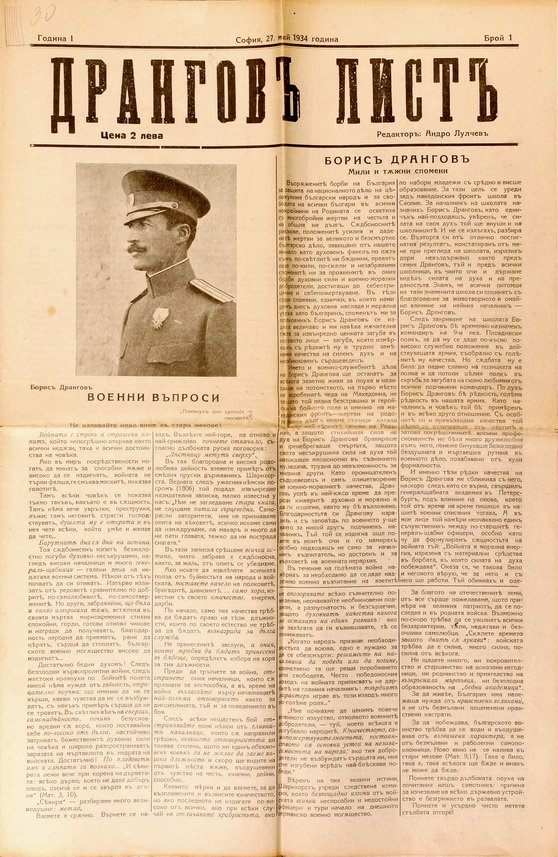
Стаття "Дрангов лист", випущена 27 травня 1934, з нагоди 17-ї річниці смерті Бориса Дранґова

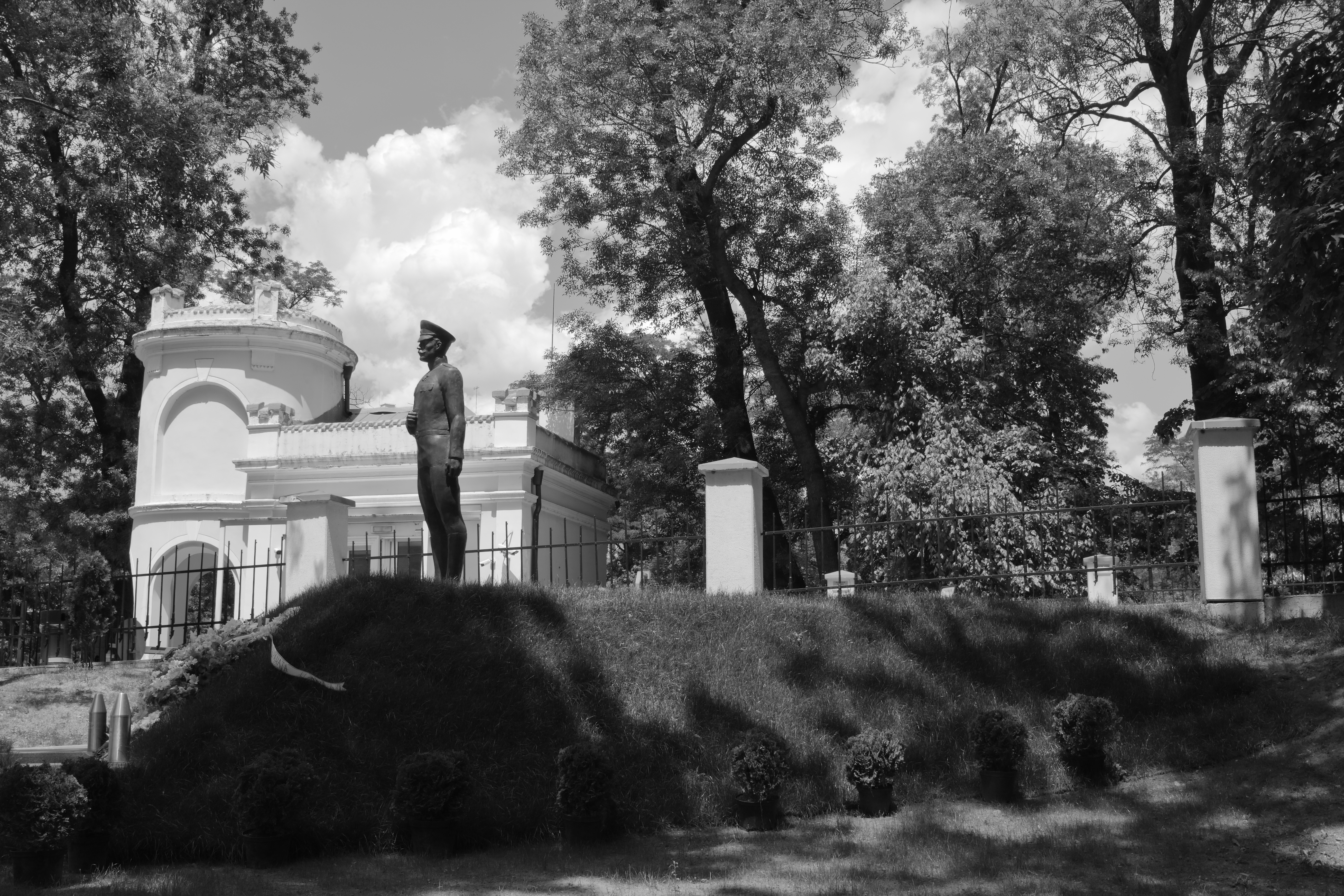
Пам'ятник Борису Дрангову в столиці, відкритий в переддень 146-ї річниці від дня народження полковника (за старим стилем)

На честь Бориса Дрангова три болгарські поселення названі як Дрангово – Дрангово, Благоєвградська область, Дрангово, Кирджалійська область та Дрангово, Пловдивська область. Іменем Бориса Дранґова також названий пік Дранґова в Антарктиді.
29 вересня 1999 меморіальна дошка з барельєфом полку Бориса Дранґова була відкрита в Добричі.
У 2007 за ініціативою історика Ради Банялієвої на місці казарми 9-го пловдивського піхотного полку в Пловдиві встановлено пам'ятник на честь Дранґова. Він був відкритий 31 травня 2007 і є роботою скульптура Атанаса Карадечева. Пам’ятник має форму багнета з мармуру та металу висотою 9 метрів.
На могилі Бориса Дранґова у Скоп'є регулярно проводяться вшанування в присутності посла Болгарії в Республіці Північна Македонія та місцевих македонських болгарів.
2 березня 2018 у Військовій академії «Г. С. Раковського» було відкрито та освячено перший пам’ятник полковнику Борису Дранґову в Софії.

## Бібліографія

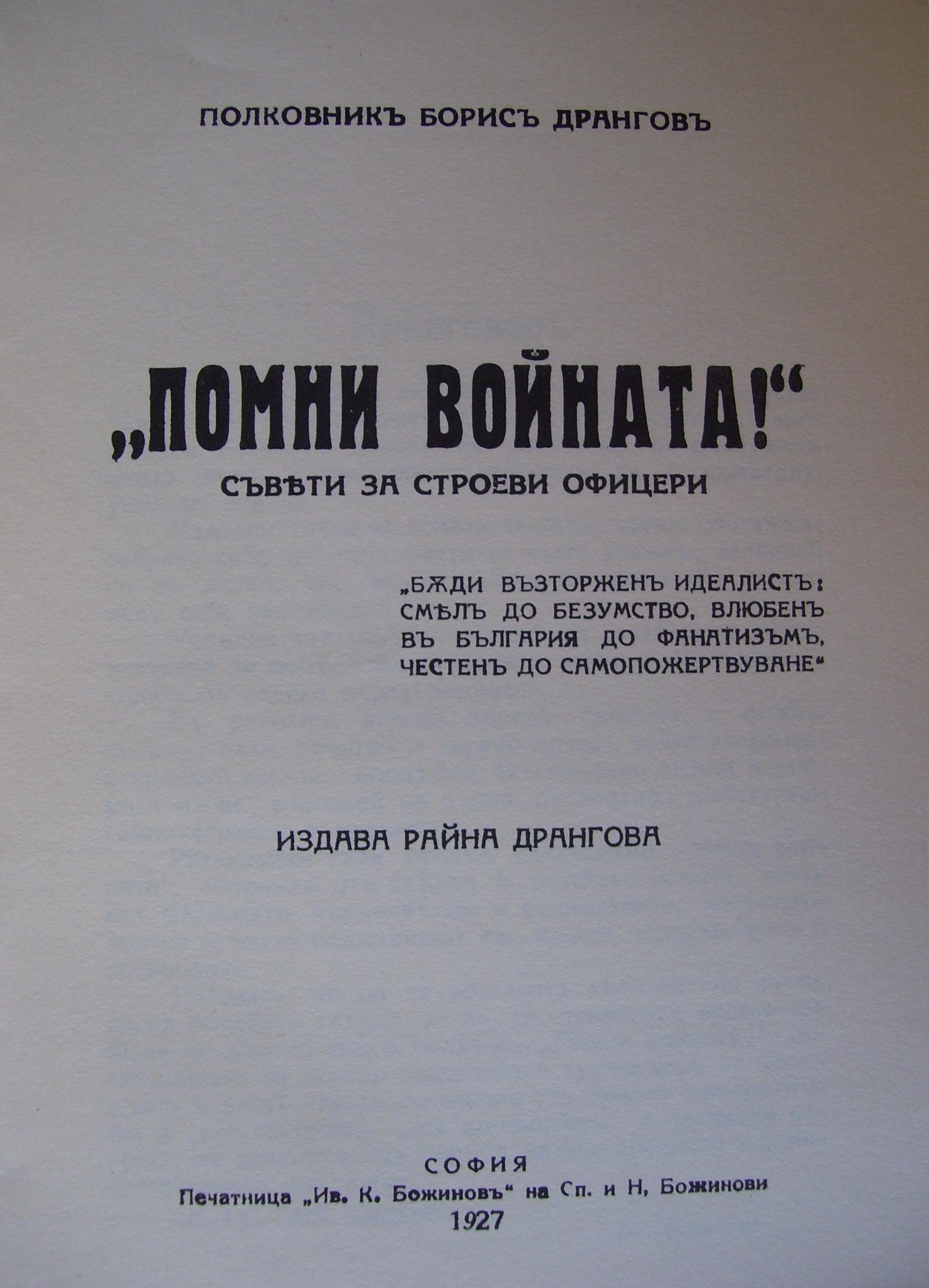
Обкладинка «Згадай війну! “Про Бориса Дранґова

### Незалежні видання
- Подробна програма за обучение на млади войници и редници, Лом, 1898
- Юнаци, изпълнете клетвата, Лом, 1901 [Архівовано 18 серпня 2020 у Wayback Machine.]
- Тактика, София, 1912
- "Походът на Наполеона I в Русия", публикувано в сп. „Славянски глас“, книжка II, година X, София, 1912 година" [Архівовано 15 серпня 2020 у Wayback Machine.]
- Помни войната, Скопие, 1916 [Архівовано 5 березня 2021 у Wayback Machine.]
- Психология на групата и колектива , 1940

### Періодичний друк
Борис Дранґов був автором численних статей у газетах та журналах, серед яких: журнали " Военен журнал", "Войнишка сбирка", газета " Воєнни известия", журнал "Войн ", газета "Военен глас ", газета "Подофицерска защита", " Свободо мнение", журнал " Народ и армия", газета " Военна България" та інші.